# Данбери (Северна Каролина)
Данбери (енгл. Danbury) град је у америчкој савезној држави Северна Каролина.
Представља седиште округа Стокс. Данбери се налази на отприлике 32 km северно од Винстон-Сејлема и представља „капију до Висеће стене“. Неке од институција, које се налазе унутар граница града Данбери су: Владин центар округа Стокс, Уметнички савет, школски одбор, окружни затвор, јавна библиотека, пошта и друге јавне службе. Заједничка болница LifeBrite у Стоксу налази се око пола миље северозападно од града.
Данбери је популарно одмориште за бициклисте, мотоциклисте и љубитеље вожње због бројних сликовитих путева у округу Стокс. Данбери такође привлачи ентузијасте на отвореном због своје локације на реци Дан и близу улаза у државни парк Hanging Rock State Park.
У Данберију не постоје регионалне или националне франшизе, само локалне продавнице као што је Danbury General Store и мали ресторани. Прва народна банка има филијалу у граду. J.E.Priddy's General Store, локална историјска знаменитост из касног 19. века, још увек послује у продаји старе и нове робе. Налази се око 3,2 km источно од града у улици Sheppard Mill Rd.

## Историја
Данбери је основан 1851. године како би служио као ново централно  седиште округа, након што је округ Стокс подељен 1849. године, стварајући округ Форсајт на југу (са новим седиштем округа Винстон, касније Винстон-Сејлем) и мањи округ Стокс. Данбери је на кратко био познат као Крафорд.
Током грађанског рата у Данберију није било битака, али је он подржавао ратне напоре Војске Конфедерације. Напад генерала Џорџа Стоунмена прошао је кроз Данбери 9. априла 1865, на дан предаје снага Конфедерације у Appomattox Court House.

## Демографија
По попису из 2010. године број становника је 189, што је 81 (75,0%) становника више него 2000. године.
| Група             | 2000.       | 2010.       |
| Белци             | 103 (95,4%) | 168 (88,9%) |
| Афроамериканци    | 3 (2,8%)    | 11 (5,8%)   |
| Азијати           | 0 (0,0%)    | 1 (0,5%)    |
| Хиспаноамериканци | 0 (0,0%)    | 9 (4,8%)    |
| Укупно            | 108         | 189         |